# Estadio Ramón Aguilera Costas
El Estadio Ramón Tahuichi Aguilera Costas, popularmente conocido como El Tahuichi, es un escenario deportivo de Bolivia, ubicado entre el primer y segundo anillo, entre las avenidas del Ejército Nacional, Ana Barba y Héroes del Chaco en el centro de la ciudad de Santa Cruz de la Sierra a 427 m s. n. m.. Es administrado por el Gobierno Autónomo Departamental de Santa Cruz . Es el  segundo estadio más grande de Bolivia donde ofician como local en la Liga de Fútbol Profesional Boliviano los clubes Royal Pari Fútbol Club, Oriente Petrolero este último junto con Blooming, cuyos encuentros entre ellos —El Clásico Cruceño—suelen atraer multitudes en forma regular. El recinto también es el estadio local de varios clubes de la Asociación Cruceña de Fútbol en el torneo regional de Segunda División Boliviana.
Inaugurado en 1940 con una capacidad de 25000, el estadio ha pasado por varias refacciones y expansiones, el 26 de septiembre de 1974 se inauguraron las luminarias con un juego entre La Bélgica (Campeón) y Destroyers, otra refacción notoria tuvo lugar en 1996-1997,  en preparación para la Copa América.Entre 2016-2017 fue equipado con un sistema de iluminación led cumpliendo con la normativa FIFA,un centro de monitoreo de vigilancia de video y un parqueo subterráneo de vehículos.
El 2021 se llevó a cabo la colocación de 14.300 butacas y el cerramiento perimetral con vidrio antivandálico.
Además de los esfuerzos en mantener la mejor cancha del país con un césped natural uniforme.
El Tahuichi también fue uno de los escenarios principales de la Copa América 1997 y los Juegos Bolivarianos de 1993. La selección nacional de fútbol de Bolivia también juega partidos amistosos allí regularmente.

## Remodelación
Con la participación del gobernador de Santa Cruz, Rubén Costas, se dio inicio a la transformación del Estadio Ramón Tahuichi Aguilera.
Aproximadamente 200 millones de Bs. demandará la transformación del Estadio Ramón Tahuichi Aguilera en un Centro Deportivo, Cultural y Comercial para brindarle a Santa Cruz un escenario de nivel internacional.
Con una inversión que supera los 48 millones de Bs, el Gobernador Rubén Costas inició la construcción de la primera fase de los trabajos del estadio que fue inaugurado en 1940 y tuvo su última ampliación entre 1996 y 1997, en preparación para la Copa América.
El gobernador Rubén Costas, señaló que la obra es una prioridad, una necesidad, y tiene una trascendencia no solo con el deporte, sino como un símbolo para la ciudad. 

No puede ser que Santa Cruz no tenga un escenario deportivo a la altura de sus casi dos millones de habitantes; estamos seguros que aquí no nos van a hacer un estadio y el que tenemos hay que refaccionarlo y aprovecharlo

, dijo el gobernador Rubén Costas.
En representación de la Federación Boliviana de Fútbol estuvo Alberto Lozada, quien agradeció al gobernador Rubén Costas por iniciar una obra que el pueblo cruceño venía esperando desde hace mucho tiempo. 

Es una obra que inicia con pie derecho, una necesidad del deporte y sobre todo del fútbol que merece tener un escenario de primera calidad. Hoy nos enorgullecemos que se inicien las obras en favor del fútbol cruceño y boliviano

 .
En la actualidad el estadio ha concluido algunas reformas contando con parqueo subterráneo, iluminación totalmente led, barreras de vidrio templado con protección antivandálica y butacas en su mayoría de tribunas.
Además de vestuarios revestidos de césped sintético, cabinas y palcos remodelados con asientos de cuero.

## Historia
Construido en 1938, el estadio en un principio fue llamado Estadio Departamental de Santa Cruz. En 1972, cuando falleció el corredor de automovilismo y crédito del volante boliviano Willy Bendeck en una competencia local, se decidió cambiar el nombre al estadio departamental por Willy Bendeck.
En 1979 la academia de fútbol Tahuichi Aguilera es invitado a un torneo internacional de fútbol sub-15 a realizarse en la República Argentina, llegando a coronarse campeón del torneo, este hecho hace que el deporte en Santa Cruz de la Sierra en justo reconocimiento al fundador de esta academia de fútbol (ingeniero Ramón "Tahuichi" Aguilera) se decide cambiar de nombre y llamarlo estadio departamental "Tahuichi Aguilera" cuyo nombre lleva hasta la fecha.
La orientación de la cancha es de este a oeste, y no de norte a sur como la gran mayoría de las canchas, esto obedece a los fuertes vientos (en particular de dirección norte) que se registran en la región, en especial en Santa Cruz de la Sierra.

### Torneos
Cada año, este estadio recibe uno de los torneos más reconocidos de la categoría Sub-15, el Mundialito Tahuichi “Paz y Unidad”. Real Madrid y Atlas FC han participado del torneo en alguna oportunidad, como también selecciones internacionales de la categoría.
El Ramón Tahuichi Aguilera Costas fue uno de los estadios oficiales para el torneo Copa América 1997, siendo sede del grupo C o "grupo de la muerte" donde jugaron Brasil, México, Colombia y Costa Rica.
El estadio comenzó a ser remodelado a finales de 1995, con motivo de la Copa América 1997, precisamente subiendo su capacidad de 25.000 espectadores de entonces a la actual capacidad para 38.500 espectadores. Se encuentra en la calle Soliz Holguin, Santa Cruz, Bolivia.
El escenario lamentablemente no cuenta con una pista atlética de tartán sino solo con una inadecuada y peligrosa de cemento de seis carriles sin que hasta la fecha las autoridades departamentales construyan una reglamentaria pese a los reclamos de los dirigentes y atletas de Santa Cruz.
También existe el planteamiento de eliminar la pista de atletismo, bajar la cancha y así aumentar la capacidad del estadio.
| Predecesor: Estadio José Encarnación Romero Maracaibo 1989 | Estadio Bolivariano Santa Cruz de la Sierra y Cochabamba 1993 | Sucesor: Estadio Monumental de la UNSA Arequipa 1997 |